# Habrosynilema caloxantha
Habrosynilema caloxantha is een vlinder uit de familie van de spinneruilen (Erebidae). De wetenschappelijke naam van deze soort werd voor het eerst voorgesteld als Anaphosia caloxantha door Erich Martin Hering in een publicatie uit 1932.
Deze soort komt voor in Congo-Kinshasa.